# 藤山太一郎
藤山 太一郎（ふじやま たいちろう、1966年（昭和41年） - ）は、フジテレビジョンのスポーツ局ゼネラルプロデューサー。

## 来歴・人物
慶應義塾幼稚舎から慶應義塾普通部、慶應義塾高等学校を経て慶應義塾大学法学部政治学科卒業後、1989年にフジテレビ入社。
スポーツ局スポーツ部にて「F1グランプリ」「プロ野球ニュース」「プロ野球珍プレー好プレー大賞」他の制作に従事した後、編成局編成部へ異動。
その後事業局事業センターを経て、2008年7月よりスポーツ局に復帰、プロデューサーとして「F1グランプリ」及びモータースポーツ関連番組、「バレーボールワールドカップ」「春の高校バレー」及びバレーボール中継関連番組を担当。
2013年7月よりスポーツ局第二スポーツ部の部長としてスポーツ中継や特別番組などを統括していた。2015年6月から現職。
父方の曾祖父は藤山雷太、祖父は藤山勝彦。藤山愛一郎は大叔父にあたる。また母方の祖父は服部良一。服部克久は叔父、服部隆之は従兄弟。

## 担当番組
- スポーツLIFE HERO'S（小須田和彦と共同で編集長）

## 過去の企画／プロデュース番組（編成）
- 「ネプやり」ほかネプチューン出演番組
- 「江角マキコの恋愛の科学」
- 「ウチくる!?」
- 「こちら葛飾区亀有公園前派出所」
- 「デジモンアドベンチャー」
- 「ひみつのアッコちゃん(1998年版)」
- その他バラエティを中心にアニメや時代劇なども担当

## イベントプロデュース
社屋イベントや音楽、舞台など様々なイベントを手掛けていたが、特にスポーツ部〜編成部という経歴を活かしたスポーツイベントプロデュースに関しては事業センターにおける第一人者的な存在であり、中継番組や番組プロモーションと連動したそのビジネススキームは社内でも注目を集めていた。

### 過去の担当イベント
- バレーボール関係（「ワールドカップバレー」、「春高バレー」ほか）
- フィギュアスケート関係（「世界フィギュア」、その他アイスショーなど）
- サッカー関係（「レアルマドリードジャパンツアー」ほか）
- 『お台場どっと混む!』、『お台場冒険王』など社屋イベント
- 「ネプチューンコント」、「お笑いホープ大賞」ほかお笑いイベント
- 『ジャニーズJr.の大冒険!』ほかジャニーズ関連コンサート、舞台
- Mr.Children、Dreams Come True、レミオロメンほかのライブイベント